# Jakub z Żółkwi
Jakub z Żółkwi – protoplasta rodu Żółkiewskich herbu Lubicz oraz brat Anny, która dała początek gałęzi Żółkiewskich herbu Bończa. Wymieniony w 1417. Wzmianki w herbarzach pośrednio wskazują na jego mazowieckie pochodzenie. Istnieją przesłanki, które pozwalają przypuścić, że był związany z otoczeniem podkanclerzego Mikołaja Trąby. Prawdopodobnie uczestniczył w bitwie grunwaldzkiej w chorągwi wystawionej przez Mikołaja Trąbę, a jego włości (rodowa Żółkiew) graniczyły z kompleksem dóbr podkanclerzego koronnego i późniejszego prymasa Królestwa Polskiego (centrum tych dóbr był Gorzków). Związki z podkanclerzym mogły się przyczynić do pierwszego awansu rodu Jakuba z Żółkwi.
Jakub z Żółkwi był prawdopodobnie założycielem pierwszej rzymskokatolickiej parafii św. Wawrzyńca w Żółkwi (wymieniona w 1417 roku).